# Mantoida
Mantoida (лат.) — род примитивных богомолов из семейства Mantoididae. Ныне живущие представители этого рода обитают в Мексике, Центральной и Южной Америке. Один вид ископаемый, известен из балтийского янтаря.

## Виды
На февраль 2020 года в род включают 11 видов с ареалами:
- Mantoida argentinae La Greca, 1990 — Аргентина
- Mantoida beieri Kaltenbach, 1957
- Mantoida brunneriana Saussure, 1871 — Боливия, Бразилия, Французская Гвиана, Парагвай, Венесуэла
- Mantoida burmeisteri Giebel, 1862
- Mantoida fulgidipennis Westwood, 1889 — Бразилия, Французская Гвиана, Суринам
- † Mantoida matthiasglinki Zompro, 2005[5] — балтийский янтарь, эоцен[2]
- Mantoida maya Saussure & Zehntner, 1894 — Венесуэла
- Mantoida nitida Newman, 1838 — Аргентина, Боливия, Бразилия, Венесуэла
- Mantoida ronderosi La Greca, 1990 — Аргентина
- Mantoida schraderi Rehn, 1951 — Коста-Рика, Панама
- Mantoida tenuis Perty, 1833 — Аргентина, Бразилия